# Liebesbriefe an Adolf Hitler
Liebesbriefe an Adolf Hitler ist ein Konvolut an verschriftlichten Mitteilungen deutscher Frauen an den deutschen NS-Diktator und Führer Adolf Hitler, als Buch herausgegeben im Mai 1996 von Helmut Ulshöfer. Es handelt sich um bis dahin unveröffentlichte Dokumente aus der Reichskanzlei in Berlin.

## Geschichte der Briefe

### Entdeckung und Sicherstellung
Nach dem Ende des Zweiten Weltkriegs wurden 1946 in den Trümmern der Reichskanzlei von William C. Emker, Offizier der US-Armee und Angehöriger der OMGUS, scheinbar wahllos verstreute Restbestände von geplünderten Archiven vorgefunden. Diese enthielten Zusendungen aus dem Volk an Hitler: handschriftliche Briefe und Karten persönlichen, teils erotischen Inhalts, Wünsche nach einem Kind von ihm, Heiratsangebote, aber auch Glückwünsche zum Geburtstag – viele waren davon ausdrücklich an Unseren geliebten Führer adressiert. Die Briefe und Karten waren seitens der Reichskanzlei katalogisiert und archiviert worden und blieben bei Kriegsende zurück.
Der Zugang zu den mit Bombenlöchern durchsetzten Räumlichkeiten, die im sowjetischen Sektor Berlins lagen, war ausschließlich Angehörigen der vier alliierten Siegermächte vorbehalten. Für die deutsche Bevölkerung blieb die Baulichkeit gesperrt. Sie war bewacht, aber dennoch über manche Lücken im Mauerwerk zugänglich.
Bevor Emker die Ruinen aufsuchte, waren seitens der Alliierten bereits umfangreiche Archivbestände konfisziert worden, um Unterlagen für anstehende Gerichtsverfahren sicherzustellen. Emker nahm an, dass seine Funde das waren, was bei vorherigen Beschlagnahmungen als unwichtig erschienen oder übersehen worden war – nämlich die Fanpost weiblicher Absender an den Führer, vor allem persönliche Bekundungen außerordentlicher Zuneigung aus dem deutschen Volk an Adolf Hitler. Insgesamt nahm Emker etwa 8000 Exemplare verschiedener Zuschriften mit und verbrachte sie in die USA. Hier bleiben sie über Jahrzehnte privat unter Verschluss. Die Dokumente füllten Hunderte Seiten; zusammen bilden sie „ein Mosaik personifizierter Geschichte“.

### Rezeption während der NS-Zeit
Die meisten Zusendungen, die Emker an sich nahm, weisen eine Notierung mit Bleistift auf: Ablage. Sie erreichten Hitler also vermutlich nicht persönlich. Gelegentlich wurde den Absenderinnen ein Antwortschreiben zuteil; hierzu verwendete man vorfertigte Formbriefe, die Sätze enthielten wie: „..der Führer dankt, ist aber durch die Aufgaben der Kriegsführung zu sehr in Anspruch genommen…“. Die französische Autorin Diane Ducret geht in einem Beitrag für die Daily Mail vom 8. Oktober 2007 davon aus, dass „Hitler mehr Briefe weiblicher Fans erhalten hatte, als Mick Jagger und die Beatles zusammen“.

### Veröffentlichung als Buch und Bühnenstück
Emker hatte nach eigenem Bekunden fast 50 Jahre mit der Veröffentlichung der konfiszierten Briefe gewartet, „denn ich wollte nicht, dass irgendwelche Menschen dadurch in Verlegenheit gebracht würden.“
Im Mai 1991 besuchte er auf Einladung der Stadtverwaltung Frankfurt seine alte Heimat. Hier traf er auf den damaligen Frankfurter Stadtverordneten Ulshöfer, dem er dabei Kenntnis dieser Briefsammlung gab. Aus dem Konvolut des zusammengetragenen Schriftgutes destillierten beide in der Folgezeit eine Auswahl von 43 Schriftstücken heraus und brachten sie 1996 in Buchform heraus – Titel: „Liebesbriefe an Hitler – Briefe in den Tod“. Daraus entstanden in der Folgezeit Bühnenbearbeitungen des Stoffes, die unter anderem im Berliner Ensemble, im Theater Überall in Düsseldorf, im Podium in Dresden und im Theater am Schlachthof in Neuss auf die Bühne gebracht wurden. Weiterhin fanden szenische Lesungen zum Thema Liebesbriefe an Adolf Hitler. Briefe in den Tod statt, so unter anderem 2013 in der Brotfabrik im Prenzlauer Berg in Berlin.

### Aufbewahrung im Bundesarchiv
Heute sind die Briefe im Berliner Bundesarchiv aufbewahrt. Hier wurden sie zunächst vom Schimmel befreit und anschließend konserviert. Die oft schwer leserlichen Handschriften waren über die Jahre stark ausgeblichen, manche gar unleserlich geworden.

### Bewertung der Schriftstücke
Die Schriftstücke sind Dokumente des Führerkults und geprägt von der Aura der Faszination der nationalsozialistischen Herrschaft, wie sie von Frauen erlebt wurde. Sie baute auf Männerfiguren auf, die gesund, führungsfähig und potent waren. Dies war der häufige Gegensatz zum Männerbild, das die Frauen in ihrem Alltag erlebten: Viele Männer waren durch ihr Soldatenschicksal aus dem Ersten Weltkrieg anhaltend traumatisiert, weil sie erlittene Schädigungen an Leib und Seele nicht verarbeiten konnten.

## Inhalt der Briefe
Anhand des verwendeten Papiers und des Schreibstils lässt sich schließen, dass die Schreiberinnen allen sozialen Schichten entstammten. Einige Briefe deuten auf ein hohes sprachliches und intellektuelles Niveau der Schreiberinnen hin, andere waren sprachlich und grammatisch voller Fehler. Viele Frauen waren darauf aus, den Führer zu sehen, ihn sprechen zu können und äußerten bittere Enttäuschung, wenn das nicht möglich war.
Das Spektrum ihrer Sympathiebekundungen war weit gefächert: Es waren freundliche Angebote darunter, dem Führer die Haare zu schneiden, und reichte bis hin zu der ganzen Bandbreite von Liebesbekundungen. Auch Hassbriefe auf die Juden und die Amerikaner waren darunter, außerdem Zuschriften, die Hitler noch kurz vor Kriegsende beschworen, den totalen Krieg bis zum Endsieg weiter zu führen. Nur einzelne, aus dem Jahre 1939 stammende Briefe ersuchten ihn, von einem Krieg abzusehen. Manchen Briefen waren Geschenke beigefügt: selbstverfasste Gedichte, Fotos, Tagebücher, ein vierblättriges Kleeblatt, ein selbstgenähtes Kissen oder gleich ein unterschriftsreifer Ehevertrag. Es gab Frauen, die Kuchen für den Führer buken und diesen an die Reichskanzlei schickten. Teilweise waren Zuschriften anonym an die Reichskanzlei gerichtet. Etliche Schreiberinnen haben – auch weil sie keine Antwort vom Führer persönlich erhielten – wieder und wieder geschrieben und auf ihre vorherigen Briefe Bezug genommen. Bis zu achtundzwanzig Briefe derselben Verfasserin sind dokumentiert.
Manche Schreiberinnen boten Hitler mehr oder weniger offen Sexhandlungen an oder wünschten sich ein Kind von ihm:
- „Lieber Dolfi! Du niedlicher Führer! Komm doch zu mir, ich gebe Dir mit heißem Herzen alles, was Du Dir von einer Frau wünschst…!“ steht auf einer Karte, abgestempelt in Gelsenkirchen.[3]
- „Lieber Führer Adolf Hitler! Eine Frau aus dem Sachsenland wünscht sich ein Kind von Ihnen…“
- „Ich küsse Dich auf Deine 4 Buchstaben und tue Front frei, damit Du fühlst wie lieb ich Dich hab.“[7]
- „Ich grüße Dich von ganzem Herzen und küsse Dich vielmals, mein geliebter Romeo.“
- „Du süßestes herzensbestes Lieb, mein Einziges, mein Allerbester, mein trautest und heißest Geliebtes. Weißt Du, heute könnte ich Dir gar nicht genug Namen geben, heute möchte ich Dich vor lauter Lieb' auffressen. Was würden aber da die anderen sagen?“[8]
- „Mein Lieb, nun hör mal zu: Ich lass für Dich einen Hausschlüssel anfertigen.“ Aber er müsse vorsichtig sein, wenn er nachts zu ihr käme: „England hat ja überall seine Spione und scheut vor keinem Mord zurück... Dein Weiberl.“[9]

## Sanktionen gegen einzelne Schreiberinnen
Frauen, die dem Führer ihre Liebe allzu überschwänglich offenbarten, mussten fürchten, polizeilich verfolgt zu werden. Belegt ist die Geschichte einer Gertrud Z., die für geisteskrank erklärt und in eine Heil- und Pflegeanstalt eingeliefert wurde – was vor dem Hintergrund der Nazi-Ideologie vom unwerten Leben eine Gefahr für deren Leib und Leben bedeutete.
Diese Frau hatte dem Führer fortwährend Liebesbriefe zugesandt. Von einem davon blieb eine Schreibmaschinenabschrift erhalten. Diese wurde 1943 vom Reichsministerium für Volksaufklärung und Propaganda angefertigt.
„Tun Sie mit mir, was Sie wollen. Sie können mich auch wieder in ein Irrenhaus einsperren, ist mir egal, wenn ich nicht beim Führer sein kann, bin ich so nur ein lebender Leichnam!“
Diese Passage wurde mit rotem Buntstift unterkringelt. An dem Brief klebt ein Protokoll vom 5. November 1943, adressiert an das Reichsinnenministerium: Der Minister habe telefonisch mitgeteilt, dass Frau Z. sich ab sofort in einer Irrenanstalt befinde.

## Sprachlich-emotionale Ebene der Briefe
Die erhalten gebliebenen Briefe deuten darauf hin, wie Einzelne vom Führerkult mitgerissen waren und welche Auswirkungen die bis ins Wahnhafte gesteigerte Gefolgschaft auf deren emotionale Gestimmtheit hatte.
Der Sprachduktus der Briefe bewegt sich innerhalb zweier unterschiedlicher sprachlicher Bezugsrahmen, dem Genre des Liebesbriefes einerseits und den linguistischen Konventionen des NS-Regimes andererseits.

„Man könnte versucht sein, über diese Liebesbriefe zu lächeln  und sich mokieren über diese verrückten Weiber, die nichts Besseres zu tun hatten, als den Führer und Obersten Befehlshaber der Wehrmacht mit ihren Schreibereien zu belästigen. Wenn man aber genauer hinschaut, so ist da so viel Weltschmerz, so viel Drang, die Liebe dem Führer zu offenbaren, so viel geduldiges Warten und so viel Enttäuschung, weil keine Antwort kommt, nichts! nichts! Also schreiben sie weiter und bitten und warten auf Antwort, auf ein Zeichen. Ein ‚normaler‘ Mensch hätte schon längst aufgegeben, aber manche dieser Frauen waren wie besessen. Etwas drängte sie, war stärker als die Vernunftsgründe. In diesen Briefen wird u. a. geschildert, wie manche dagegen ankämpften. ‚Nein, Nein! Es hat keinen Zweck. Ich werde nicht mehr schreiben‘ … und dann ist doch der nächste Brief schon unterwegs.“

Die in manchen Fällen geradezu pathologischen Schwärmereien für Hitler erinnern an die Begeisterung heutiger Teenager für Popstars. David Bowies umstrittenes Wort von Hitler als dem ersten Popstar erscheint berechtigt.
„Die ganz unzweifelhafte Ernsthaftigkeit, mit der die Schreiberinnen auf ein romantisches Zusammentreffen mit dem Diktator hofften und die unbeholfenen Versuche des Regimes, auf solcherart uneingeforderten und kaum zu kontrollierenden Ausbrüche erotischer Leidenschaft adäquat zu reagieren, werfen weitreichende Fragen nach der Bedeutung dieser auf den „Führer“ projizierten Gefühle auf, nach dem Zusammenhang von Liebe und öffentlicher Ordnung sowie nach der potentiell subversiv und/oder integrativen Funktion von Emotionalität in der europäischen Gesellschaft der ersten Hälfte des zwanzigsten Jahrhunderts.“

## Erklärungsansätze
Die NS-Ideologie sah die Rolle der Frau als dem Manne dienend an. Eine gleichberechtigte Teilhabe von Frauen in politischen Gremien von Staat und Partei fand nicht statt. Der Begriff Liebe stand im NS-Staat für die Liebe zum Vaterland, zum Volk, zum Führer. Daraus entstand in breiten Bevölkerungskreisen eine gleichsam „religiöse Verehrung Hitlers als Führer“.

### Hitler als Projektionsfläche für Frauen
Diktatoren inszenieren sich als potente Männer mit unersättlichem Machttrieb und gewalttätigem Habitus. Viele gelten als Frauenliebhaber und Frauenverächter zugleich. Dies mag ihre erotische Ausstrahlung auf Frauen begründen.
Traudl Junge, von 1942 bis 1945 Hitlers Privatsekretärin, berichtete in ihrer Autobiographie über Szenen mit begeisterten Anhängerinnen Adolf Hitlers, die sich auf dem Berghof bei Berchtesgaden abgespielt haben sollen:

„Vor dem Krieg wurden jeden Tag einmal die Tore geöffnet, wenn sich Hitler auf seinen Spaziergang begab, und dann strömten die Menschen herein und säumten seinen Weg. Hysterische Frauen nahmen Steine mit, die sein Fuß berührt hatte. Einmal wurde sogar ein Lastwagen, der Ziegelsteine zum Berghof hinaufbrachte, von ein paar übergeschnappten Frauen geplündert, und die Steine, die weder des Führers Hände noch Füße berührt hatten, wanderten als wertvolle Andenken in die Vitrinen des Wohnzimmers. Von solchen Damen trafen dann die Liebesbriefe ein, die einen großen Teil des Posteingangs in der Kanzlei des Führers ausmachten.“

Hitler stilisierte sich zum einsamen Wanderer aus dem Nichts, zum Heilsbringer und Entsager, der ein Leben als freudloser, frauenloser, kinderloser Mann auf sich nahm. Charakteristisch sein Satz: „Meine Braut ist Deutschland“.
Hitlers Bild vom anderen Geschlecht war das der Frau, als dem Manne dienend: ihre Kriegsfront sei der Kreißsaal und ihre Hauptaufgabe bestehe darin, ihm Kinder zu schenken – je mehr, desto besser.
Seine demagogischen Appelle hat Hitler eigenem Bekenntnis zufolge „systematisch auf den Geschmack der Frauen eingestellt“. Die „unausgelüftete, merkwürdig obszöne Atmosphäre seiner Auftritte als Redner“ löste eine eigentümliche Anziehungskraft aus. Durch die Bilder des Massenjubels inszenierte sich Hitler als einsamen Vorangeher, was kollektive Hingabewünsche seiner weiblichen Anhängerschaft entstehen ließen, „in denen religiöse, politische und erotische Motive sich unverwechselbar mischten.“

### Das Frauenbild in der NS-Ideologie
Die Offenheit und Freizügigkeit, mit der Frauen in ihren Zuschriften an Hitler ihren Körper anboten, baut auf der NS-Ideologie auf, die »Liebesglück, Empfängnis und Geburt« als »die heroischen Höhepunkte weiblichen Lebens« pries. Mit einem Vokabular, das militärisch anmutete, sprach man vom »Einsatz« der Frau, der nicht im politischen, sondern im erotischen Bereich zu leisten sei.
Angesichts eines sich abzeichnenden Frauenüberschusses, der sich infolge zahlreicher im Krieg gefallener deutscher Wehrmachtssoldaten zunehmend einstellte, wurden seit 1943 in den Dienststellen Heinrich Himmlers, Kaltenbrunners sowie in der Reichskanzlei Überlegungen angestellt, wie im Sinne der NS-Ideologie mit den Folgen umzugehen sei. Es galt, die gesteigerte Kinderproduktion unvermindert aufrechtzuerhalten. Also verstiegen sich die genannten Stellen zu der fixen Idee, zeugungsfähigen Männern künftig Nebenfrauen zu gestatten und das Prinzip der Einehe vorübergehend aufzugeben. Dieses Privileg sollte als eine Art Kriegsauszeichnung an die Träger des Deutschen Kreuzes in Gold sowie die Ritterkreuzträger verliehen werden und später auch auf die Inhaber des Eisernen Kreuzes I sowie der Nahkampfspange übergehen: „Dem größten Kämpfer“ gebühre „die schönste Frau“. Und: „Der Spießer solle froh sein, wenn er das bekomme, was übrigbliebe.“